# Tachidiopsis cyclopoides
Tachidiopsis cyclopoides is een eenoogkreeftjessoort uit de familie van de Neobradyidae. De wetenschappelijke naam van de soort werd in 1911 voor het eerst geldig gepubliceerd door Georg Ossian Sars.